# Rörstrandsgatan

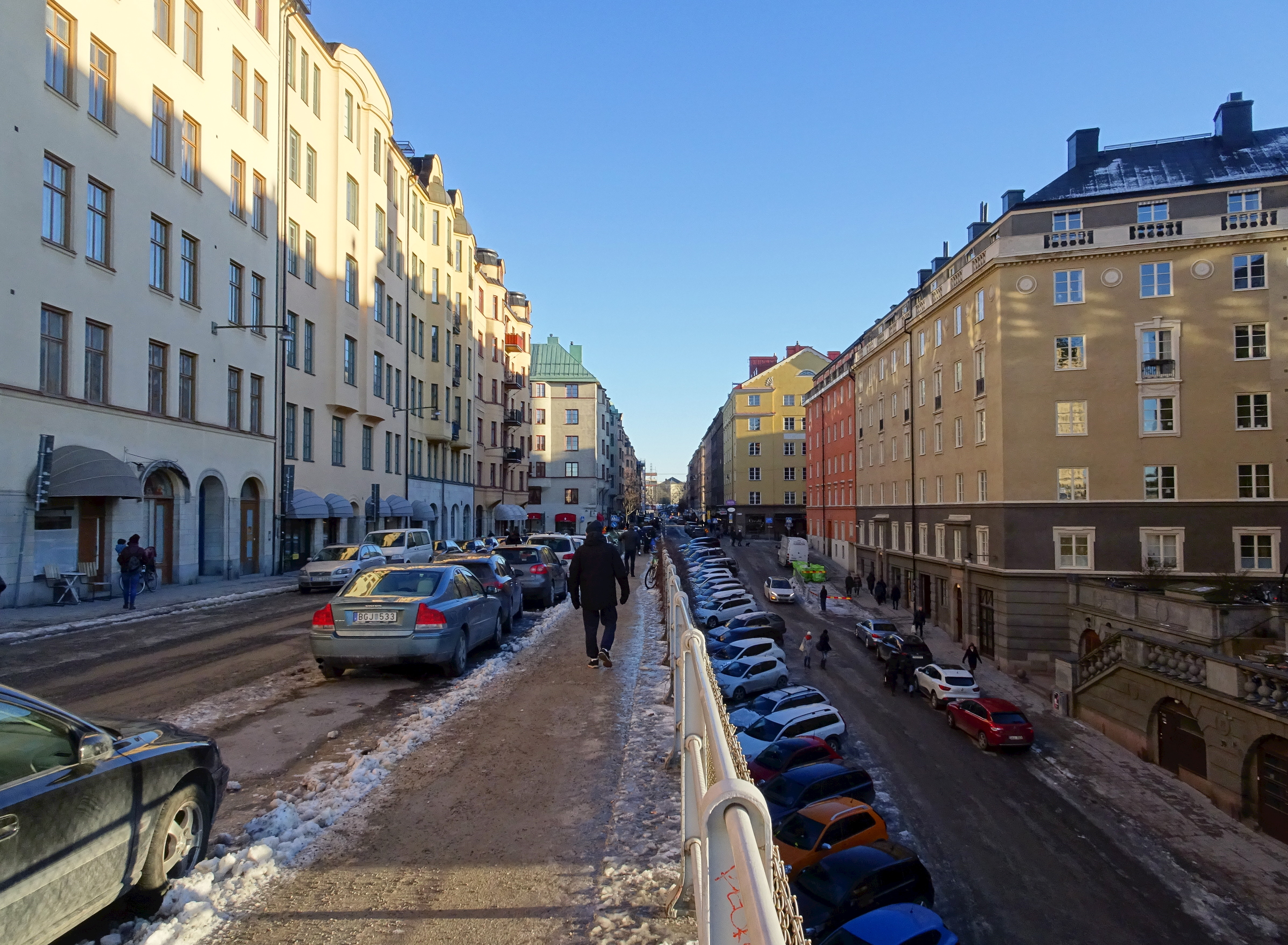
Rörstrandsgatan österut i januari 2019.

Rörstrandsgatan (uttalas med betoning på rör) är en gata i Vasastaden i Stockholms innerstad som går rakt igenom Birkastan och sträcker sig från Sankt Eriksgatan till Karlbergsvägen. Sedan år 2014 är östra delen av Rörstrandsgatan en av Stockholms sommargågator.

## Historik

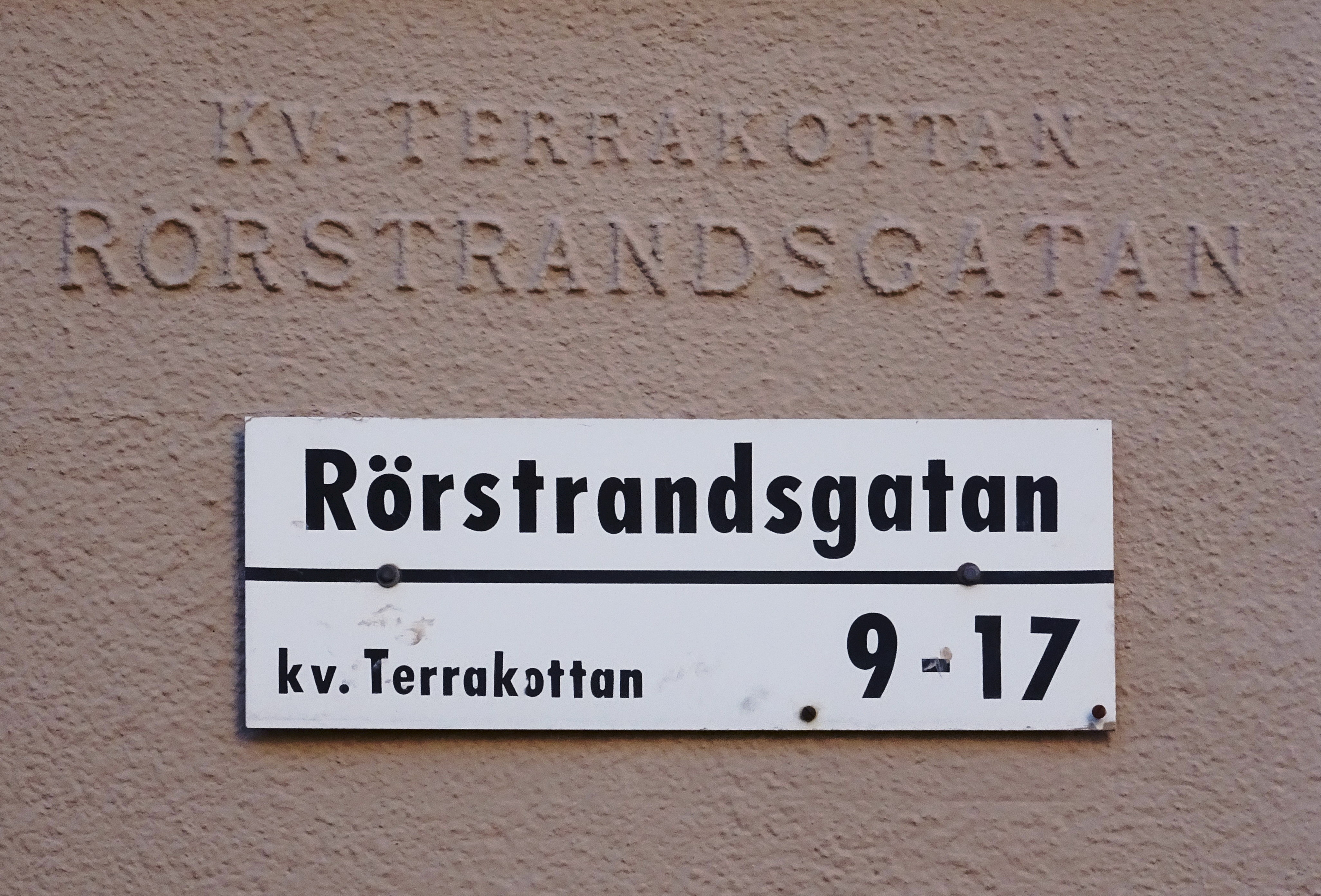
Kvarteret Terrakottan.

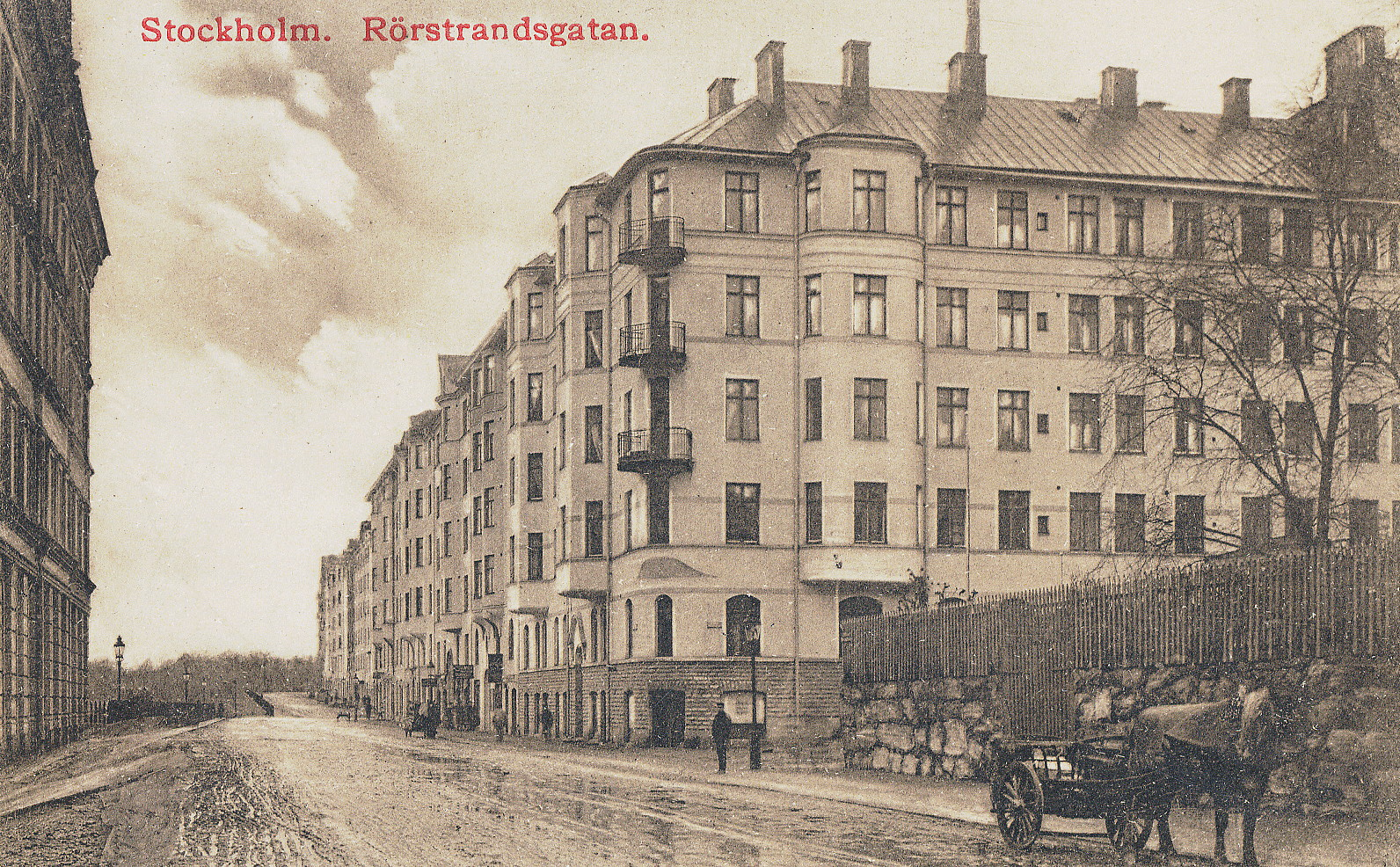
Rörstrandsgatan västerut på 1910-talet.

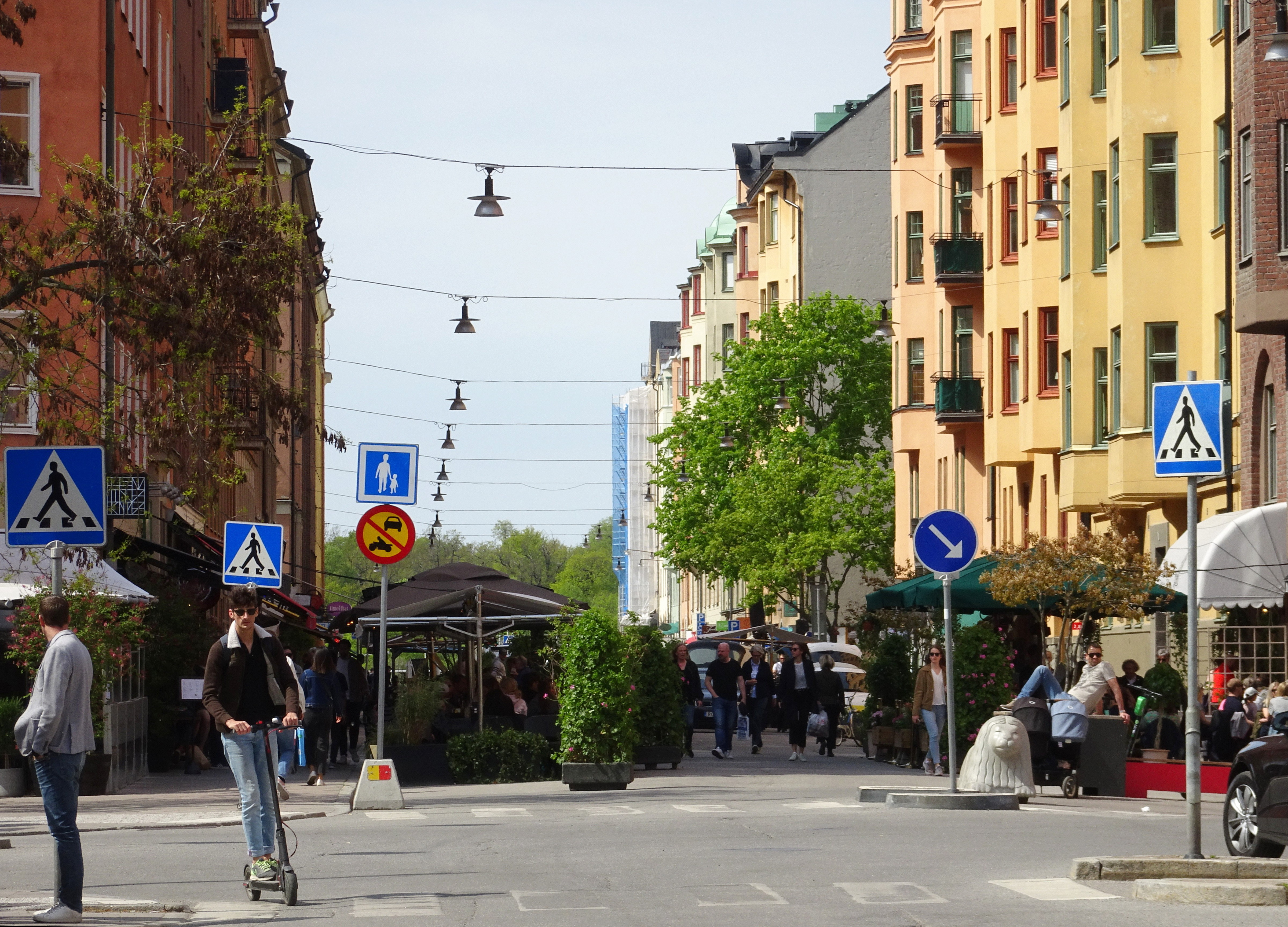
Rörstrandsgatans sommargågata, vy västerut från Birkagatan i maj 2019.

Namnet härrör från den medeltida byn Rörstrand som låg ungefär vid dagens Sankt Eriksplan, där gatan tar sin början. Förleden rör betyder att det vuxit vass längs Karlbergssjöns stränder. Det finns emellertid andra namntolkningar. Så menade exempelvis fornforskaren Johan Peringskiöld att förleden rör kan syfta till rör eller rågångar (alltså vid en lantmätning utsatta gränsmarkeringar) som fanns här när staden utstakade sina ägor. Historikern Nils Ahnlund kunde tänka sig att rör möjligtvis avsåg en fornlämning (jätterör, drakrör) eller en gränsmarkering (rå och rör). 
Ursprungligen var namnet Rörstrandsgatan knuten till två gator som idag heter Torsgatan och Wallingatan. Den senare kallades 1661 Rörstrandz gathun och omnämns 1663 i stadsingenjören Anders Torstenssons tomtbok som Gathun till Rörstrand. Sitt nuvarande namn fick Rörstrandsgatan i samband med namnrevisionen i Stockholm 1885.
Gatan utgjorde gräns till Rörstrands porslinsfabrik, där tillverkningen pågick från 1720-talet till 1920 och fabriken sedan revs 1926. Längs gatan återfinns kvarter med namn som påminner om den forna porslinstillverkningen, till exempel Porslinsbruket, Stengodset, Gjutaren, Terrakottan, Fajansen och Leran. Området kring dagens Rörstrandsgatan var ännu på 1800-talets mitt en lantlig trakt, där vargen går ofta nära intill staden och under vintern synes den ej sällan på Rörstrands hage..., som August Strindberg berättade i sin bok Gamla Stockholm från 1882.
Kvar av den historiska bebyggelsen finns en mindre del av Rörstrands slott, som är sammanbyggt med Filadelfiakyrkan och inhyser församlingslokaler åt Filadelfiaförsamlingen, Stockholm. Dessutom har Rörstrandsgatan 17 stommen av det tidigare stora kontorshuset från 1889, men genomgick en om- och tillbyggnad på 1920-talet. Nuvarande bebyggelse med bostadshus uppfördes huvudsakligen under 1910- och 1920-talen. Bland arkitekterna märks tidens ofta anlitade arkitektkontor som Höög & Morssing, Dorph & Höög och Hagström & Ekman. Stilen är övervägande 1920-talsklassicism. Ett undantag utgör Filadelfiakyrkan (invigd 1930) som ritades i stram funktionalism av Birger Jonson.
Gatans norra del (husnummer 30–64) är bebyggd enbart på sin norra respektive östra sida. Härifrån har man en vidsträckt utsikt över Karlbergs slott och Karlbergssjön. Rörstrandsgatan i nordväst har en parallell backe som leder ner till en gångtunnel under Klarastrandsleden, här finns P-snurran, en av Sveriges första helautomatiska parkeringshus som uppfördes år 2003. P-snurran stängde för gott på sommaren 2019 efter en rad tekniska problem.

## Rörstrandsgatan i modern tid
Rörstrandsgatan har från och med 2016 blivit en av Stockholms stads avstängd gågator. 

Gatans namn har uppmärksammats genom musikprogrammet "Allsång på Rörstrand" som fått programmets inspelningsplats i Filadelfiakyrkan på Rörstrandsgatan.

## Bilder (byggnader i urval)

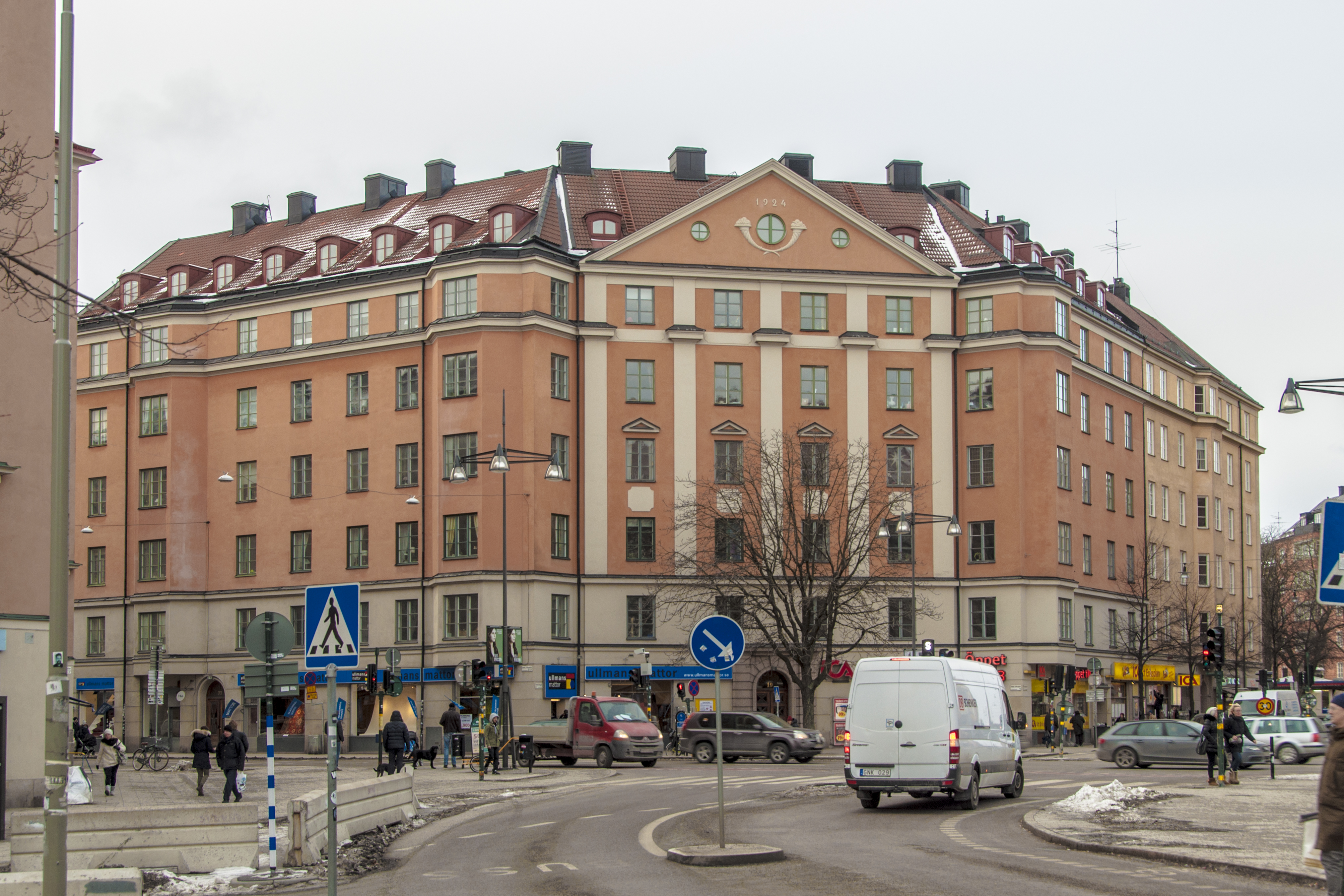
Rörstrandsgatan 1, byggd 1923–1925, upphov Höög & Morssing.
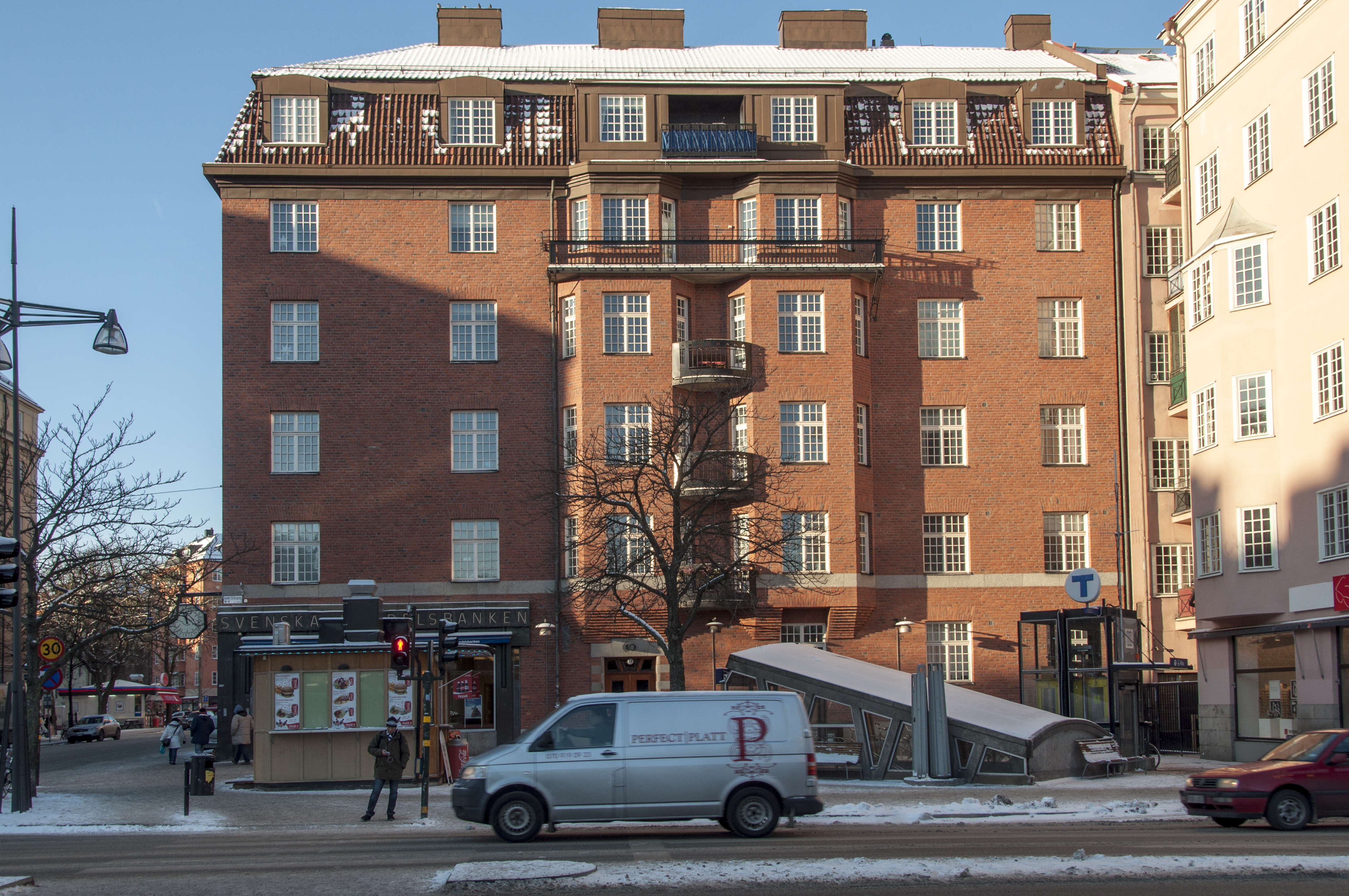
Rörstrandsgatan 2, byggd 1912–1914, upphov Hagström & Ekman.
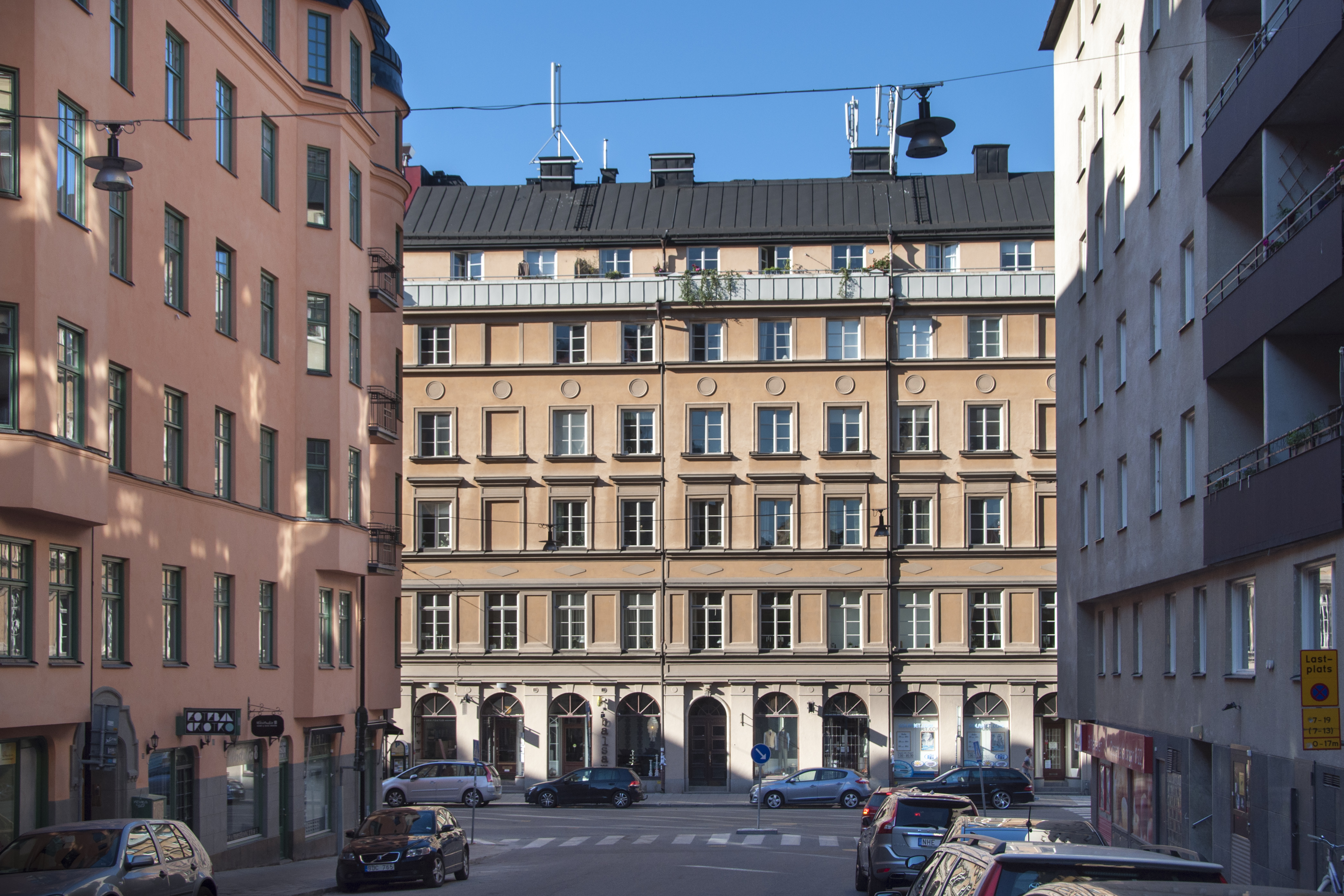
Rörstrandsgatan 17, ombyggd 1927–1928, upphov Höög & Morssing.
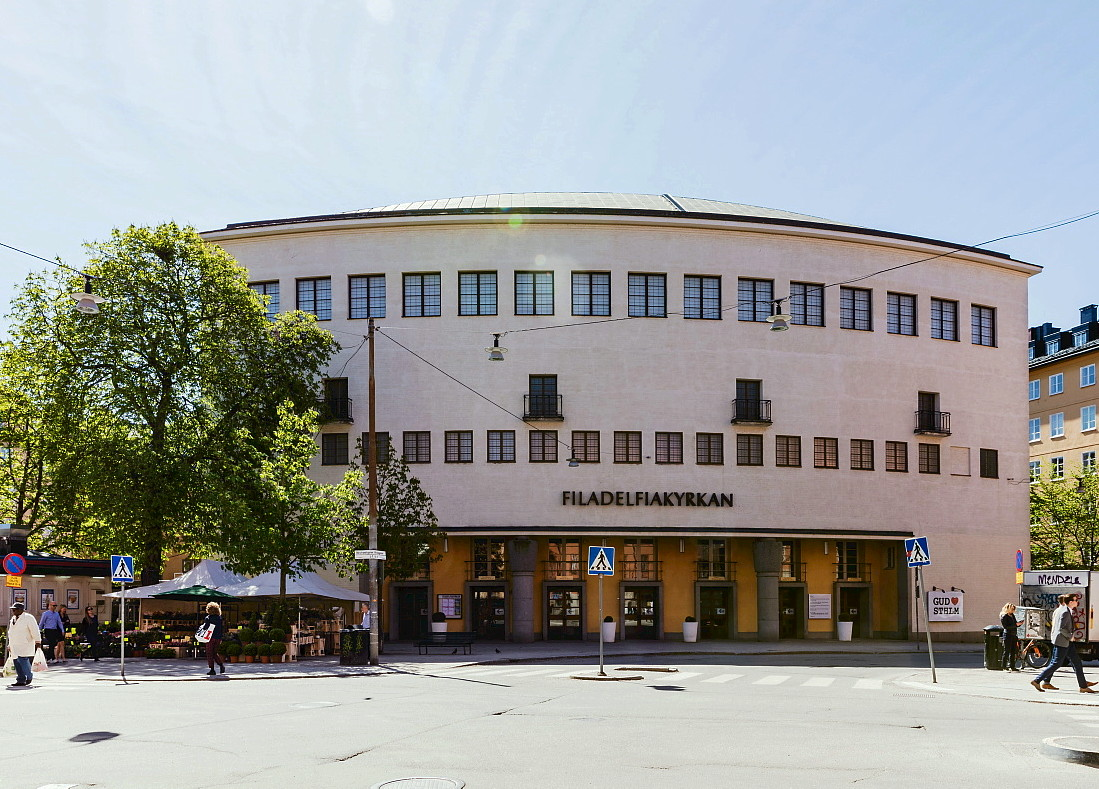
Rörstrandsgatan 7, Filadelfiakyrkan, byggd 1928–1930, upphov Birger Jonson.
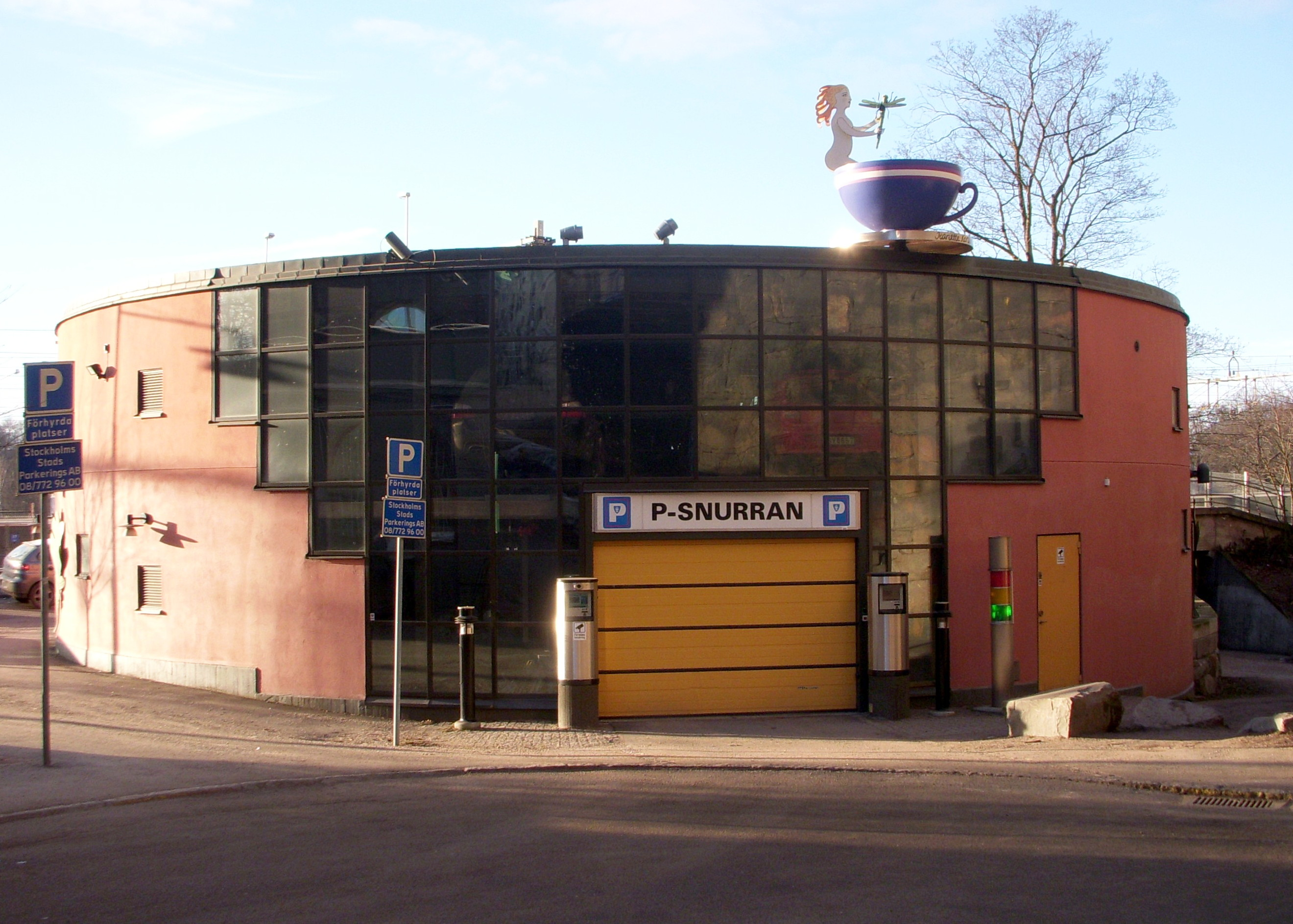
Rörstrandsgatan 41, P-snurran, byggd 2003, upphov Arken Arkitekter.